# Gestión de información personal
El concepto de gestión de información personal (Personal Information Management, PIM) se utiliza en la bibliografía especializada con dos sentidos: como actividad y como disciplina de estudio.
Como actividad, es el conjunto de acciones que las personas realizan con el fin de obtener, crear, organizar, almacenar, mantener y recuperar piezas de información como, por ejemplo, documentos (de papel y digitales), páginas web y mensajes electrónicos con los fines de completar tareas (relacionadas o no con el trabajo) y cumplir con los diversos roles desempeñados por esas personas (como padres, trabajadores, activistas, etc.). No debe confundirse con la gestión de los datos personales, que son relativamente restringidos (nombre de la persona, domicilio, teléfono, etc.), mientras que la información que puede manejar una persona es muchísimo más amplia.
Instrumentos como los organizadores personales ayudan a dedicar menos tiempo a actividades rutinarias de gestión que inducen a cometer errores. Estos instrumentos se conocen como gestores de información personal. Así, dejan más tiempo para hacer un uso creativo e inteligente de la información a fin de concluir tareas o simplemente disfrutar de ella. Varias aplicaciones informáticas se han desarrollado con la intención de facilitar la gestión de información personal. Pero estas mismas herramientas también pueden abrumar a las personas con demasiada información y llevarlas a la sobrecarga informativa.
Como disciplina, se ocupa del estudio de  esas acciones para hallar el mejor modo de asegurar que un documento o un canal de información, una vez localizado, vuelva a estar disponible cuando sea necesario. Se encarga también de proponer estrategias para aproximarse a la situación ideal respecto a la gestión de la información personal: disponer siempre de la información pertinente en el lugar oportuno, en la forma adecuada y con un grado suficiente de calidad y completitud para satisfacer cualquier necesidad que surja. Está relacionada con materias como la gestión de la información, la búsqueda y recuperación de información, la interacción persona-computadora, la gestión del conocimiento, la gestión de bases de datos, la  psicología cognitiva y la ciencia de la información.
El concepto de gestión de la información personal tiene importancia porque cada persona gestiona la información de una manera (unas utilizan más el soporte papel, otras el informático, etc.), y porque es diferente de cómo una organización gestiona su información. Por otra parte, cuando se diseña un dispositivo destinado a manejar información (como un teléfono inteligente) es importante que esté adaptado o sea adaptable a las formas más habituales en que los posibles usuarios gestionan esa información. Esto se relaciona con el concepto de usabilidad.

## Información personal
Una definición, algo limitada, de información personal es "la que alguien guarda para uso personal". Se trata de documentos de uso cotidiano, almacenados en un ordenador y que se han creado utilizando diversas aplicaciones informáticas, como procesadores de texto, correo electrónico, administradores de direcciones de Internet, software fotográfico... 
En una visión más amplia se considera información personal las notas personales, agendas personales, listas (incluidas las de tareas), fechas significativas y recordatorios (cumpleaños, aniversarios, citas y compromisos...), mensajes electrónicos e instantáneos, fotografías, comunicaciones vía fax o almacenadas en un buzón de voz, componentes de la gestión de un proyecto, suscripciones (incluidos los canales de noticias RSS o Atom), alertas y referencias (incluidas las bibliográficas y los sitios web de interés).
La información puede ser personal porque pertenezca al individuo (ficheros en el ordenador personal, fotografías), se refiera a él (historial médico, historial de navegación web), vaya dirigida a él (mensajes, notas, anuncios), la haya enviado o publicado (mensajes, informe personal, blog, redes sociales), la haya experimentado (programas de televisión que haya visto) o le sea útil o relevante (Sistema de recomendación).
En la literatura sobre el tema, se distinguen tres niveles: piezas, elementos u objetos; colecciones y espacios de información personal.
- Las piezas de información son documentos de papel o digitales, o las referencias a cualquiera de estos. Es información empaquetada con expectativas de persistir, encapsulada de tal manera que se puede almacenar, describir (con metadatos u otras propiedades), trasladar, nombrar, copiar, distribuir, eliminar y transformar.[6]

- Una colección de información personal es un conjunto de elementos de información definido por las actividades del individuo más que por la forma de la información. Hace referencia a la organización personal e incluye elementos de información, estructuras para representar y organizar la información y puntos de acceso como punteros y enlaces. Se trata de una construcción intelectual y personal del individuo.[3]

- El espacio personal de información es un dominio abstracto, que abarca todos los objetos y colecciones de información personal del individuo y también incluye las aplicaciones de software que sirven para su adquisición, organización, mantenimiento y recuperación.[3][7]

## Actividades de la gestión de información personal
Las actividades de la gestión de información personal se pueden clasificar en  tres categorías: actividades de encuentro y reencuentro (en inglés finding-refinding), actividades de guardado (en inglés keeping) y actividades de mantenimiento y organización, que en la literatura especializada en inglés se denominan metalevel activities.
En la actualidad, reencontrar información personal es un problema difícil, debido al aumento exponencial de esta y a su fragmentación. La información personal de un individuo está fragmentada, porque se presenta en diferentes formatos (papel y electrónico); porque está contenida en distintos tipos de documentos (texto, música, fotografía, enlace, páginas web…) y también porque se ha creado con distintos programas y se gestiona de diferente manera (carpetas, marcadores…). Reencontrar información personal es un proceso formado por 4 actividades: acordarse de consultar, recuperar, reconocer y repetir si es preciso.
Las actividades de guardado son las que realiza la persona ante la información que cree que puede utilizar más adelante. Por ejemplo, guardar un artículo en una carpeta con una determinada etiqueta, añadir un marcador a la barra de favoritos, enviarse a uno mismo una referencia… son actividades de este tipo.
Realizar actividades de organización y mantenimiento permite caracterizar la información, saber qué se posee y controlar el espacio personal de información para poder recuperarla cuando sea necesario Aunque los ordenadores personales cada vez tienen más capacidad de almacenamiento, las actividades de organización y mantenimiento siguen siendo necesarias, porque si se mantiene toda la información personal sin realizar labores de administración, con el tiempo, se olvida lo que se tiene y no se puede distinguir fácilmente entre lo importante y lo inútil. Otro problema que se plantea a la hora de gestionar información personal es, de nuevo, su fragmentación, que hace que se utilicen distintos criterios a la hora de organizarla.

## Modelos de gestión de información personal
Existen dos aproximaciones para la administración de la información personal: la fragmentación y la no fragmentación o integración. La primera separa los documentos según tipos y propósitos y trabaja con metodología y tecnología distinta para cada tipo. La segunda utiliza una sola plataforma para organizar los documentos personales.
Entre las estrategias integradoras están: la integración mediante búsqueda, utilizando buscadores de escritorio junto a una jerarquía de carpetas y a un sistema de etiquetado; el uso del correo electrónico que permite relacionar mensajes y tareas y archivar y clasificar información diversa; definiendo proyectos, de forma que se relaciona el acceso y creación de información con la planificación y ejecución de un proyecto; organizando la información mediante propiedades; utilizando ontologías personales para vincular "conceptos" a los ficheros y directorios y mapas conceptuales para relacionarlos.

## La gestión de información personal como disciplina
La gestión de información personal es una disciplina reciente. El término gestión de información lo acuñó Lansdale en 1988. Los primeros trabajos en la materia se centraron en el análisis de herramientas de gestión de información personal como el correo electrónico o los calendarios y no consideraban cuestiones como el uso simultáneo de múltiples herramientas o la gestión conjunta de información fragmentada utilizando una única herramienta. 
En el congreso CHI 2004 (Conference for Human Computer Interaction), celebrado en Viena, se creó un grupo de investigación sobre gestión de la información personal, en el que se abordaron temas como el diseño y evaluación de herramientas, aspectos teóricos como su definición y las actividades que abarca, teorías que guían el diseño de la gestión de información personal o la investigación en las prácticas y requisitos de los usuarios.
En enero de 2005 se celebró en Seattle un taller sobre gestión de información personal. Entre los objetivos se incluían: examinar qué es la gestión de información personal como campo de investigación, establecer los problemas y desafíos clave en la materia, identificar aproximaciones a la materia y crear una comunidad de investigación sobre el tema.
Desde ese momento, se han publicado numerosos libros y artículos sobre el tema. Algunos se centran en analizar las conductas de una muestra de individuos a la hora de gestionar su información personal y otros en proponer estrategias y metodologías para la administración de la información personal.